# Château de Bibbione
Le Château de Bibbione (en italien : Castello di Bibbione), est un ancien château médiéval situé à Montofiridolfi dans la commune de San Casciano in Val di Pesa (ville métropolitaine de Florence) en Toscane.

## Historique
Il a été construit par les Cadolingi (it) de Montecascioli et est documenté dans des manuscrits depuis 997 sous le nom de Castrum Bibionis. Le château conserve encore ses murs d'enceinte, qui servaient autrefois de dernière défense à ses habitants. Situé dans une position dominante sur la vallée et entouré d'un village médiéval et de maisons anciennes situées le long du versant de la colline, il possède des terres agricoles qui bordent la Via Cassia en contrebas et la rivière Pesa.
Les fondations du château remontent au IXe siècle tandis que les premières structures de pierre remontent à la seconde moitié du XIIIe siècle.
À la Renaissance, les merlons furent supprimés et la forteresse fut transformée en résidence de campagne. Le château possède encore un passage souterrain qui serpente sur des centaines de mètres jusqu'à la plaine en contrebas. Ce passage secret n'a été exploré que dans sa première section.

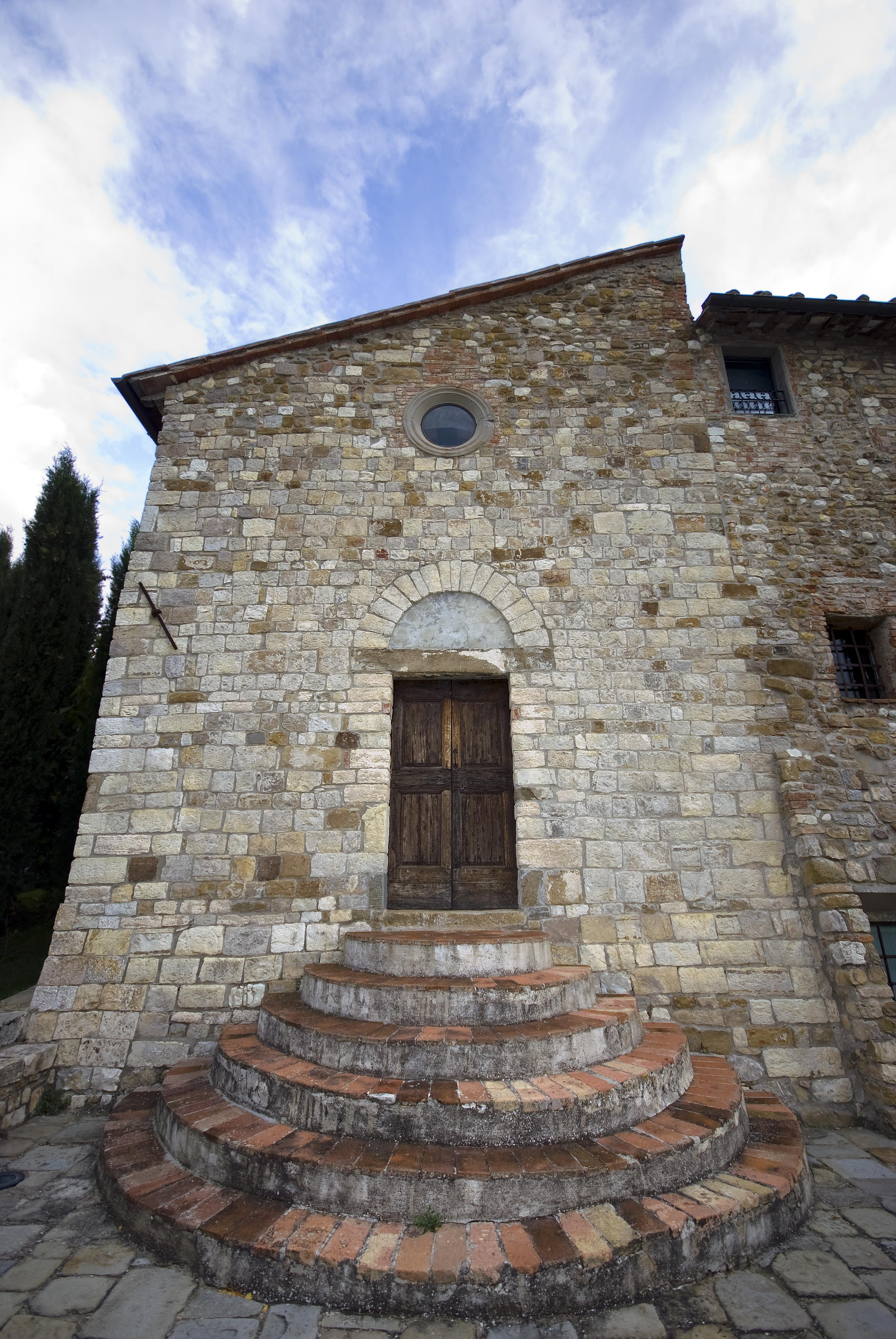
Église Santa Maria.

À partir de 1124, les nouveaux propriétaires des terres, les Buondelmonti, restaurent l'ancienne forteresse en ruines. Bibbione devint ainsi l'un des quatre châteaux des Buondelmonti, reliés entre eux et constituant un quadrilatère pour défendre la vallée de Pesa : le château de Bibbione, le château de Montefiridolfi, le château de Pergolato et le château de Fabbrica. De plus, les Buondelmonti firent construire la petite Chiesa di Santa Maria a Bibbione (it) entre les XIIe et XIIIe siècles à proximité des murs du château. Et en 1142, ils inaugurèrent l'hôpital San Jacopo al Calzaiolo pour les pèlerins.
Au XVe siècle, les défenses militaires furent progressivement démantelées et le château devint une maison seigneuriale. Dans la première moitié de ce siècle, le château appartenait pour moitié aux fils d'Andrea Buondelmonti tandis que l'autre moitié passa à Alessandro et Niccolaio, fils d'Ugo degli Alessandri.
En 1469, la propriété fut vendue à Guido Sforza Aldobrandeschi, puis le fils Niccolò d'Alessandro Machiavelli l'acheta le 30 juin 1511. Niccolò nommé ici appartenait à une branche différente de celle du secrétaire florentin à qui certains attribuent, à tort, la propriété du château. Cela n'a pas été possible car, à cette époque, les actifs de Nicolas Machiavel étaient très petits, comme il l'a déclaré dans la Lettera a Francesco Vettori (it). 
La famille Machiavel resta propriétaire du complexe jusqu'en 1727, année de la mort du dernier héritier de la maison, Francesco Machiavel, qui laissa le nom et les biens à son cousin Giovanni Battista Rangoni, membre d'une famille noble de Modène liée aux Machiavel, qui a repris le nom de Rangoni Machiavel.
Le château de Bibbione est soumis depuis 1913 à des restrictions de protection architecturale et environnementale et placé sous la protection de la Surintendance du patrimoine environnemental et architectural de Florence et Pistoia. Elle appartient toujours à la famille Rangoni Machiavel.